# Aeropuerto Internacional Gengis Kan
El Aeropuerto Internacional Chinggis Khaan, también conocido como Nuevo Aeropuerto Internacional de Ulaanbaatar (IATA: UBN, OACI: ZMCK), es un aeropuerto internacional ubicado en el Valle Khöshig de Sergelen, Töv, Mongolia, 52 km al sur de la capital Ulán Bator y 20 km al suroeste de Zuunmod, el cual inició operaciones el 4 de julio de 2021 y sirve como aeropuerto principal para Ulaanbaatar y su área metropolitana, funcionando como reemplazo del Aeropuerto Internacional Buyant-Ukhaa.

## Historia
El antiguo aeropuerto principal de Ulaanbaatar, el Aeropuerto Internacional Buyant-Ukhaa, está ubicado muy cerca de dos montañas al sur y al este, por lo que solo se pudo utilizar un extremo de su pista y, a menudo, se vio afectado negativamente por los fenómenos meteorológicos.
En mayo de 2008, el gobierno de Mongolia y el Banco Japonés de Cooperación Internacional firmaron un acuerdo de préstamo blando a 40 años por 28.800 millones de yenes (385 millones de dólares estadounidenses) para construir un nuevo aeropuerto internacional. El préstamo requería que el proyecto fuera realizado por consultores y contratistas japoneses; sin embargo, los materiales y equipos que utilizan los contratistas pueden ser hasta en un 70% de cualquier país. Entre 2009 y 2011, Azusa Sekkei y Oriental Consultants Joint Venture realizaron el diseño y la documentación de la oferta para el aeropuerto. En 2011, se anunció un llamado a licitación para la construcción del aeropuerto, y Mitsubishi-Chiyoda Joint Venture (MCJV) ganó la licitación técnica. El 10 de mayo de 2013 se completó una revisión ampliada del precio y la negociación del contrato cuando se firmó el principal contrato de construcción entre MCJV y la Autoridad de Aviación Civil de Mongolia.
El monto final de los préstamos del gobierno japonés para el desarrollo del aeropuerto ascendió a ¥ 65,6 mil millones (US $ 600 millones), a pagar en 40 años.
La ceremonia de inauguración tuvo lugar el 22 de abril de 2012 y la construcción inicial comenzó con un plan de protección contra inundaciones del sitio. La construcción de una carretera de seis carriles y 30 km de largo a Ulaanbaatar comenzó en mayo de 2016 y finalizó en 2019.
Si bien la fecha de apertura inicial estaba programada para diciembre de 2016, la mayor parte de la construcción solo finalizó en 2017, con la apertura del aeropuerto repetidamente retrasada hasta 2021. Si bien las demoras iniciales del proyecto se centraron en las negociaciones del contrato con respecto a la operación y propiedad del aeropuerto. y retrasos en la construcción de la carretera a Ulaanbaatar, estaba lista para abrir en 2020, pero finalmente se retrasó hasta 2021 debido al impacto de la pandemia de COVID-19 en Mongolia.
Las operaciones en el aeropuerto comenzaron el 4 de julio de 2021, con un vuelo inaugural a Tokio operado por MIAT Mongolian Airlines, volando Ulaanbaatar-Narita-Ulaanbaatar con un Boeing 737.

## Instalaciones
El aeropuerto tiene una superficie de 104 200 m2. Tiene una pista de 3600 m de largo y 45 m de ancho. También contiene una calle de rodaje paralela de 3339 m (23 m de ancho), dos calles de rodaje rápido y tres calles de rodaje de salida.
Las terminales de pasajeros del aeropuerto tienen una superficie de 25 300 m2, con llegadas en la primera (planta baja) y salidas en la segunda planta.
La terminal de carga tiene una superficie de 3750 m2, teniendo el aeropuerto una capacidad de carga anual de 11 900 toneladas. También contiene instalaciones separadas para la importación/exportación de mercancías peligrosas, de alto valor y refrigeradas.

## Foto

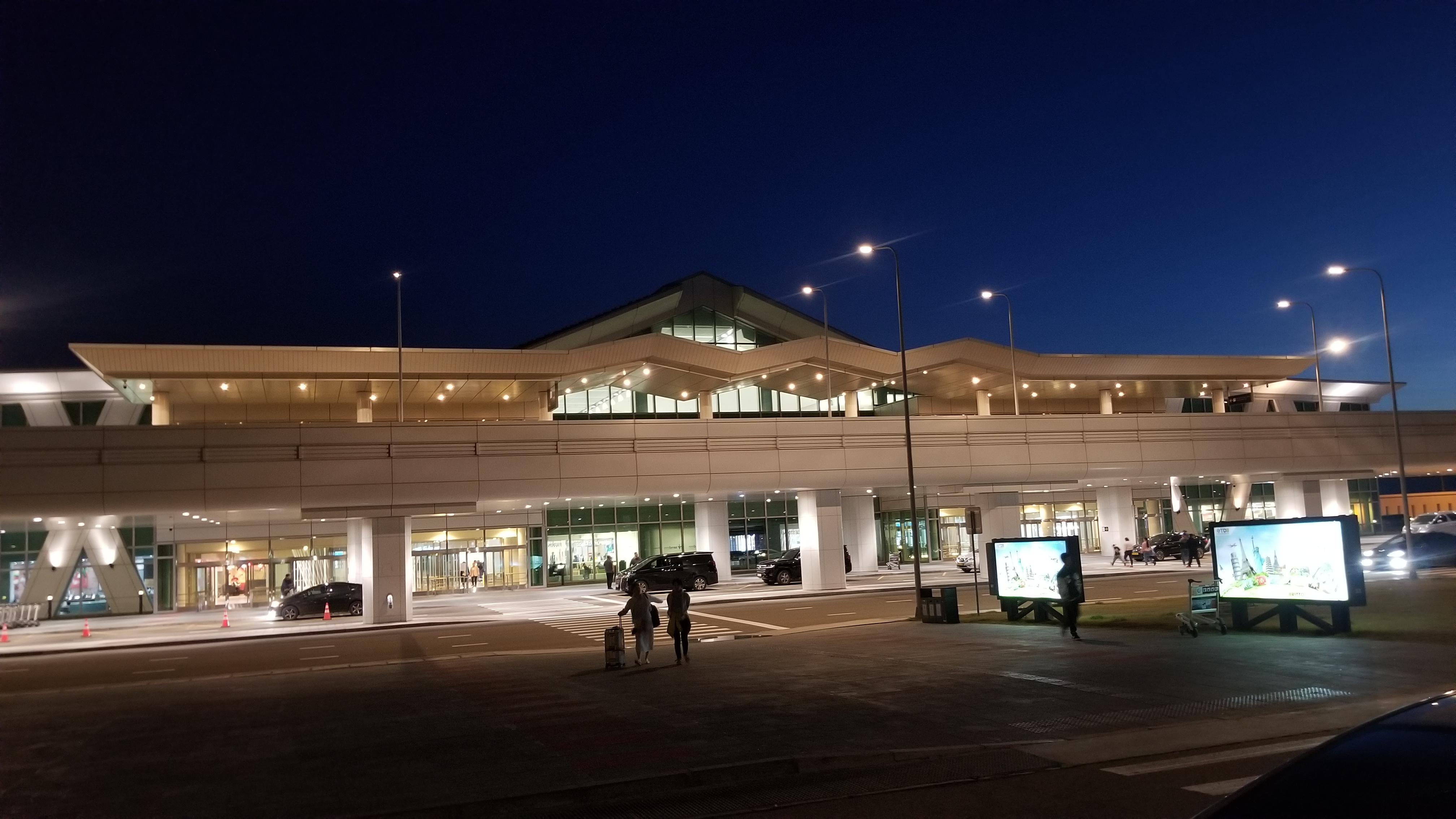
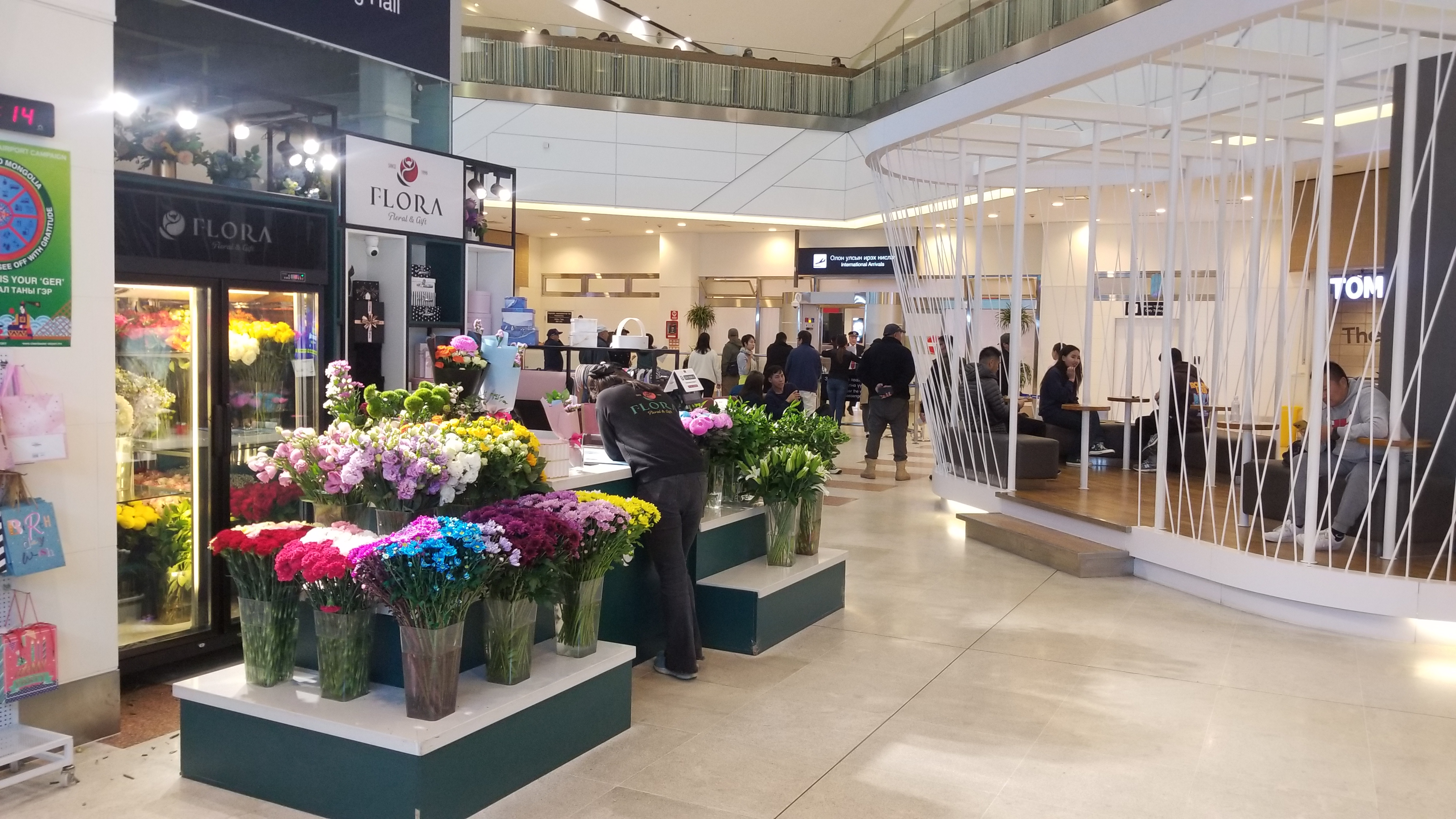
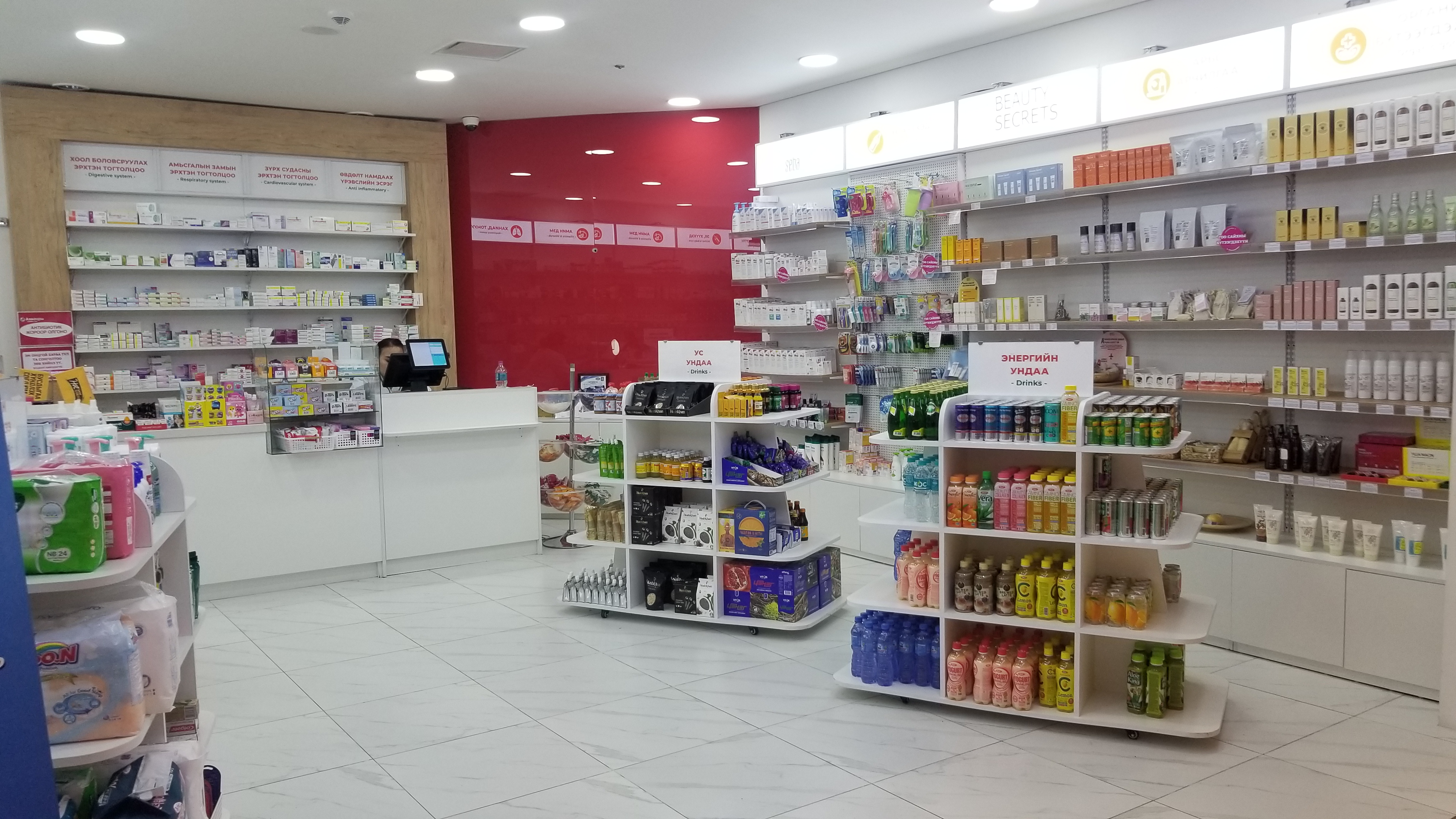
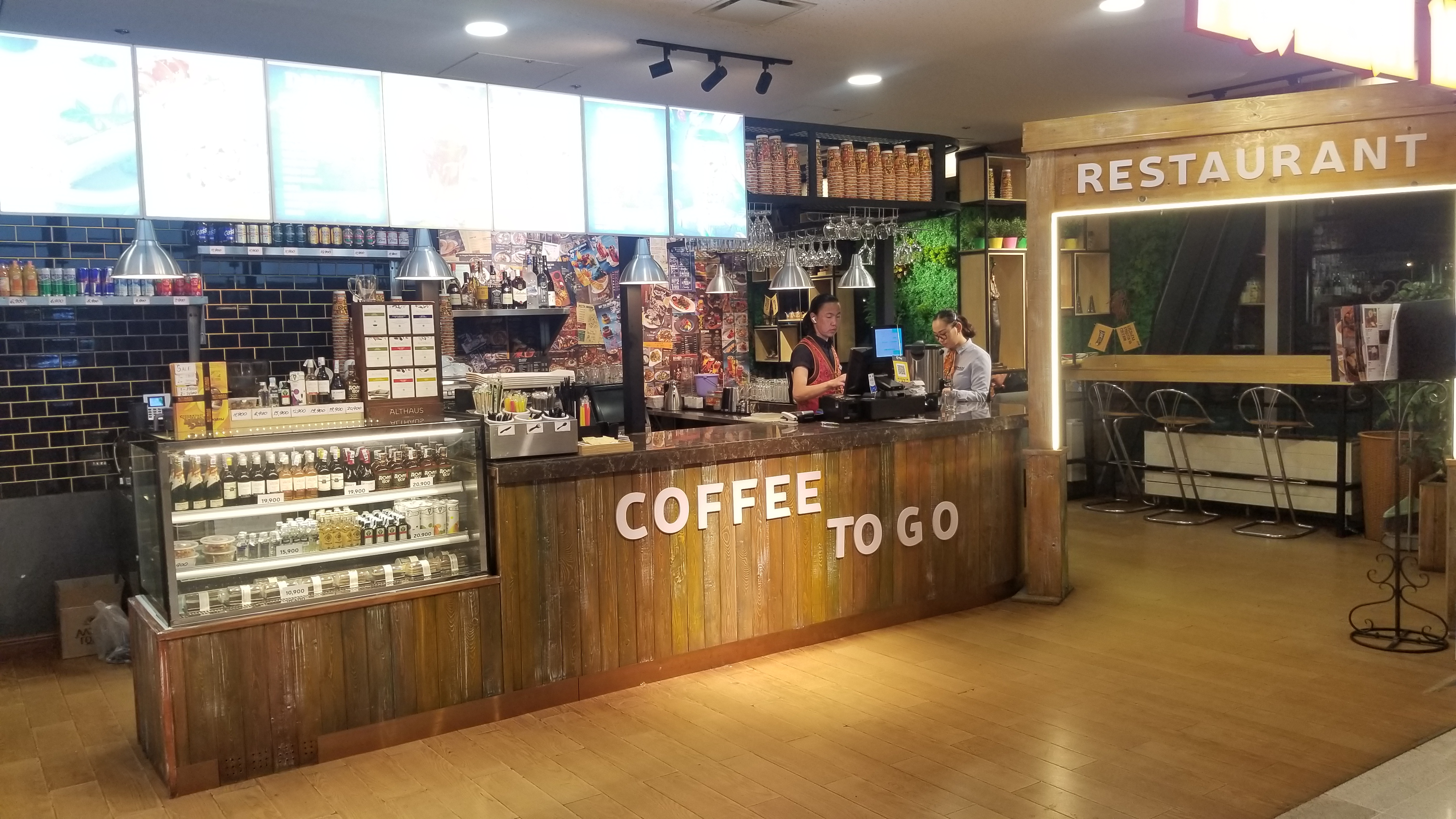
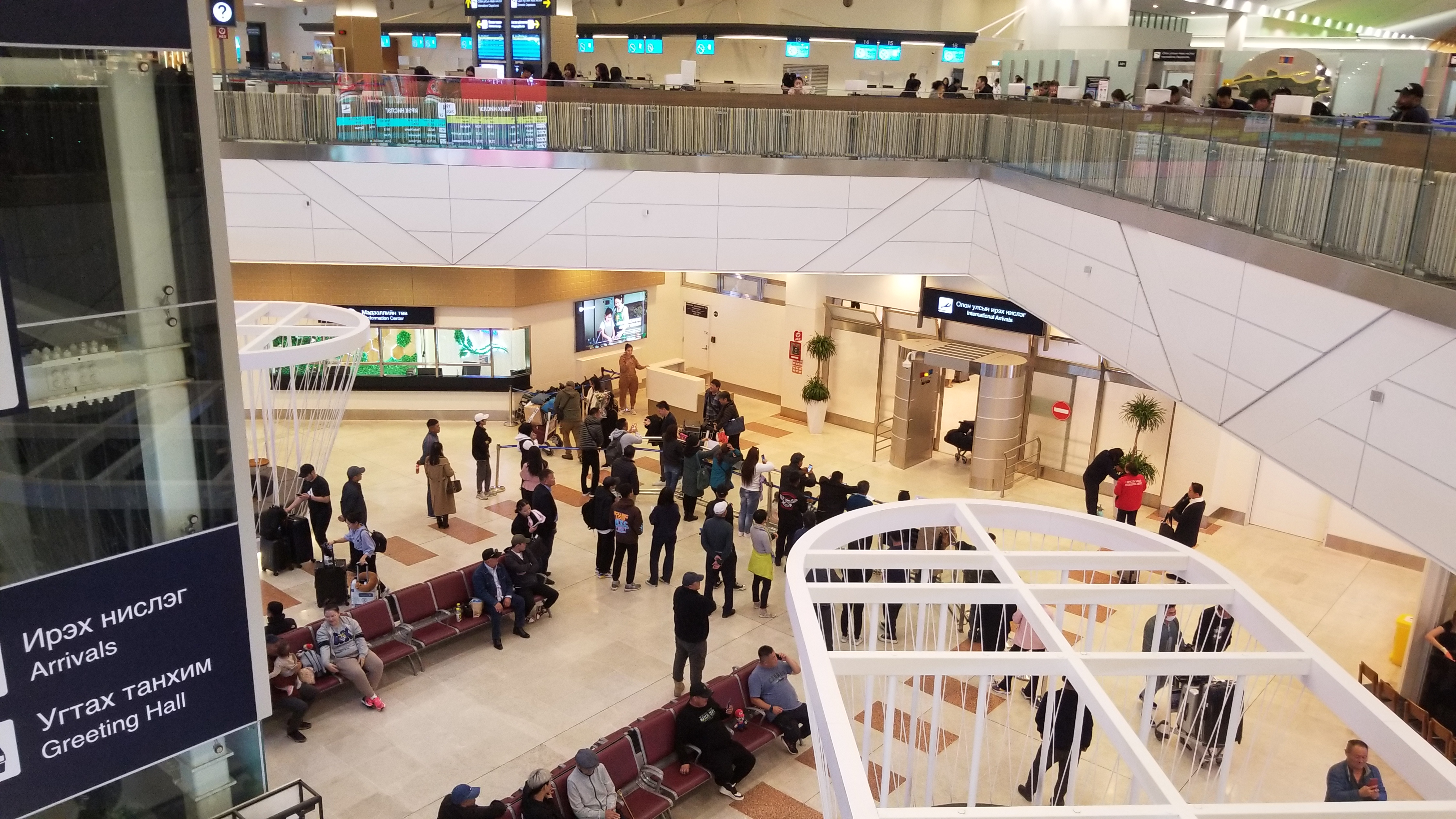
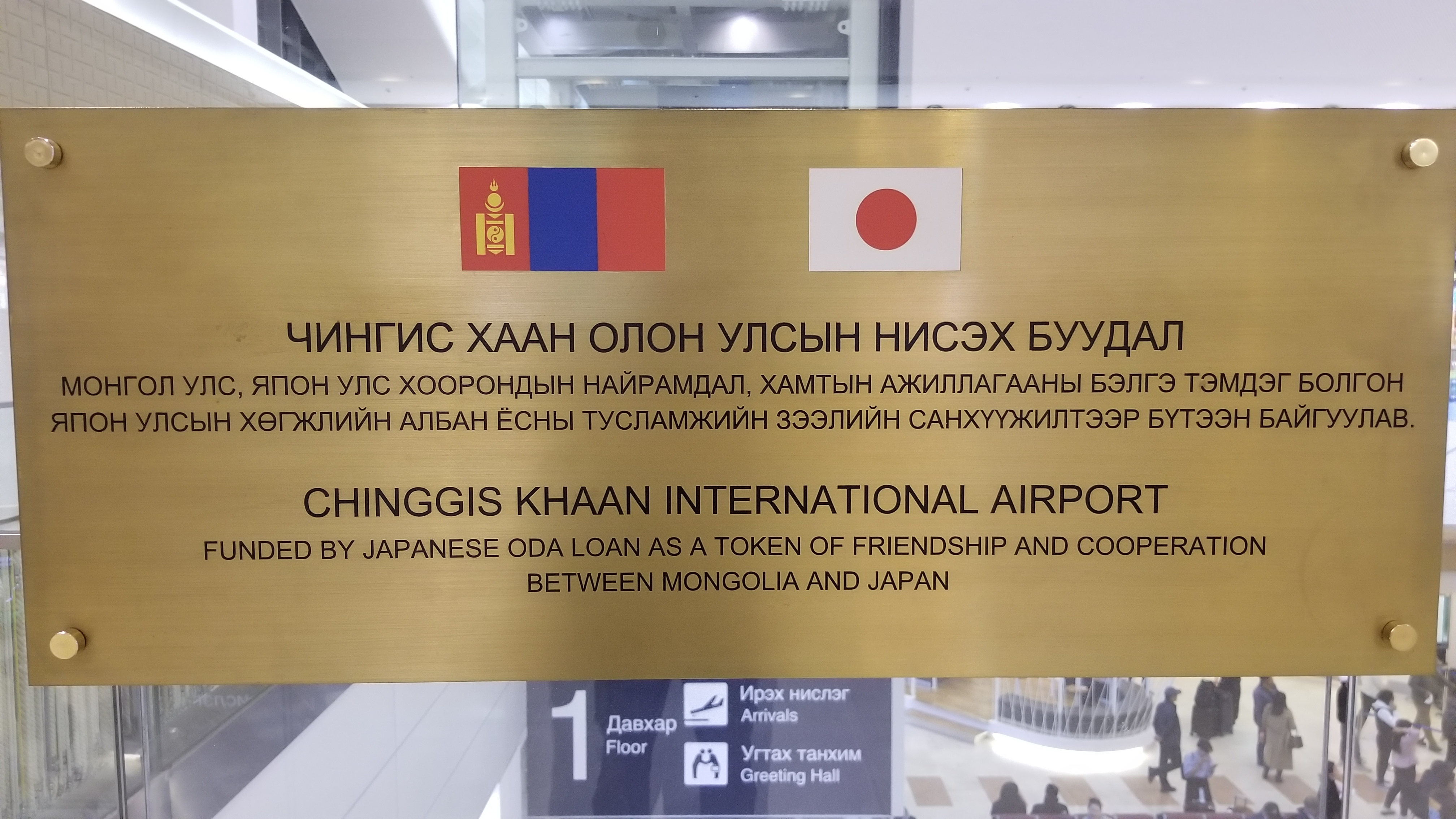
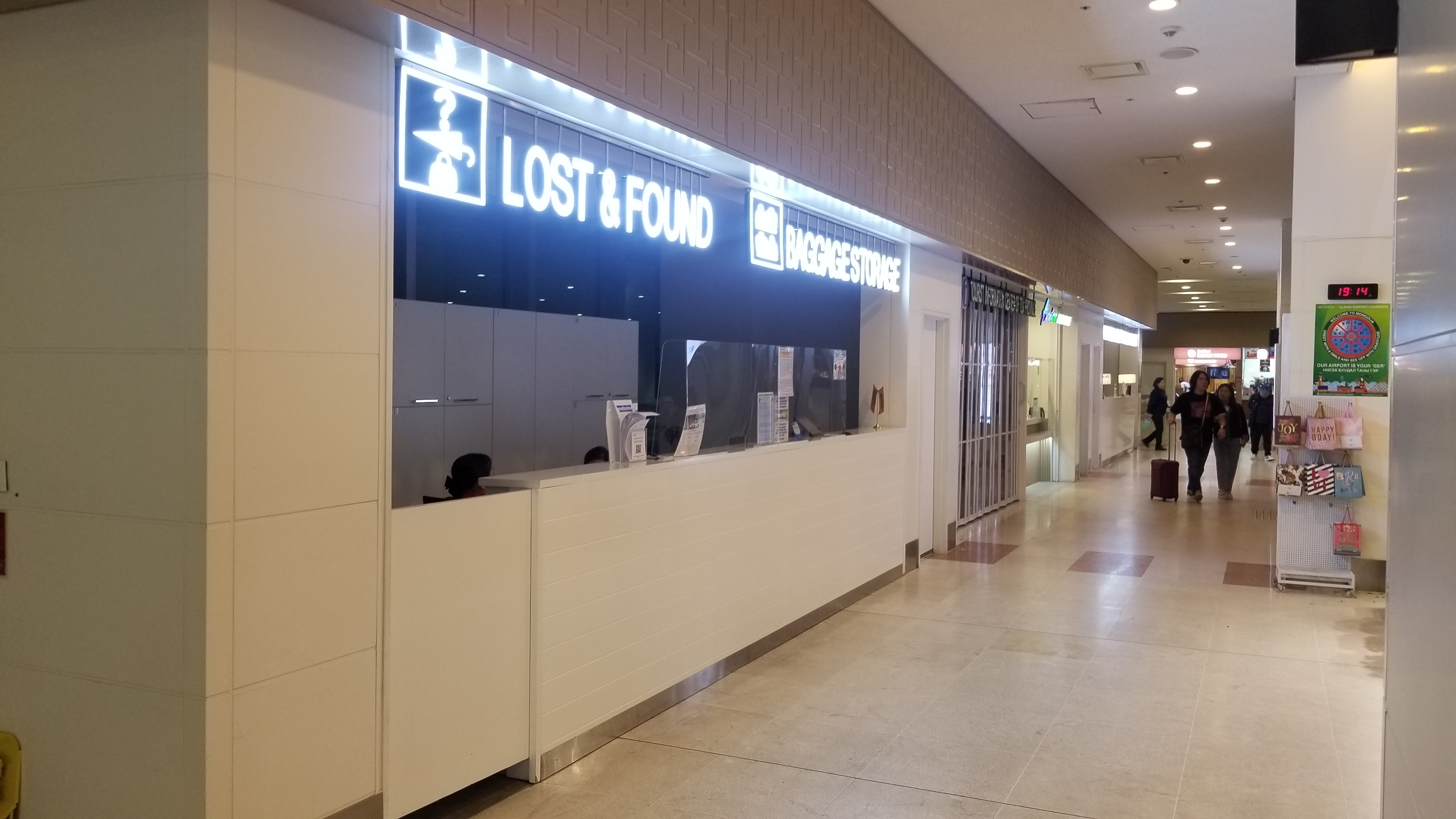
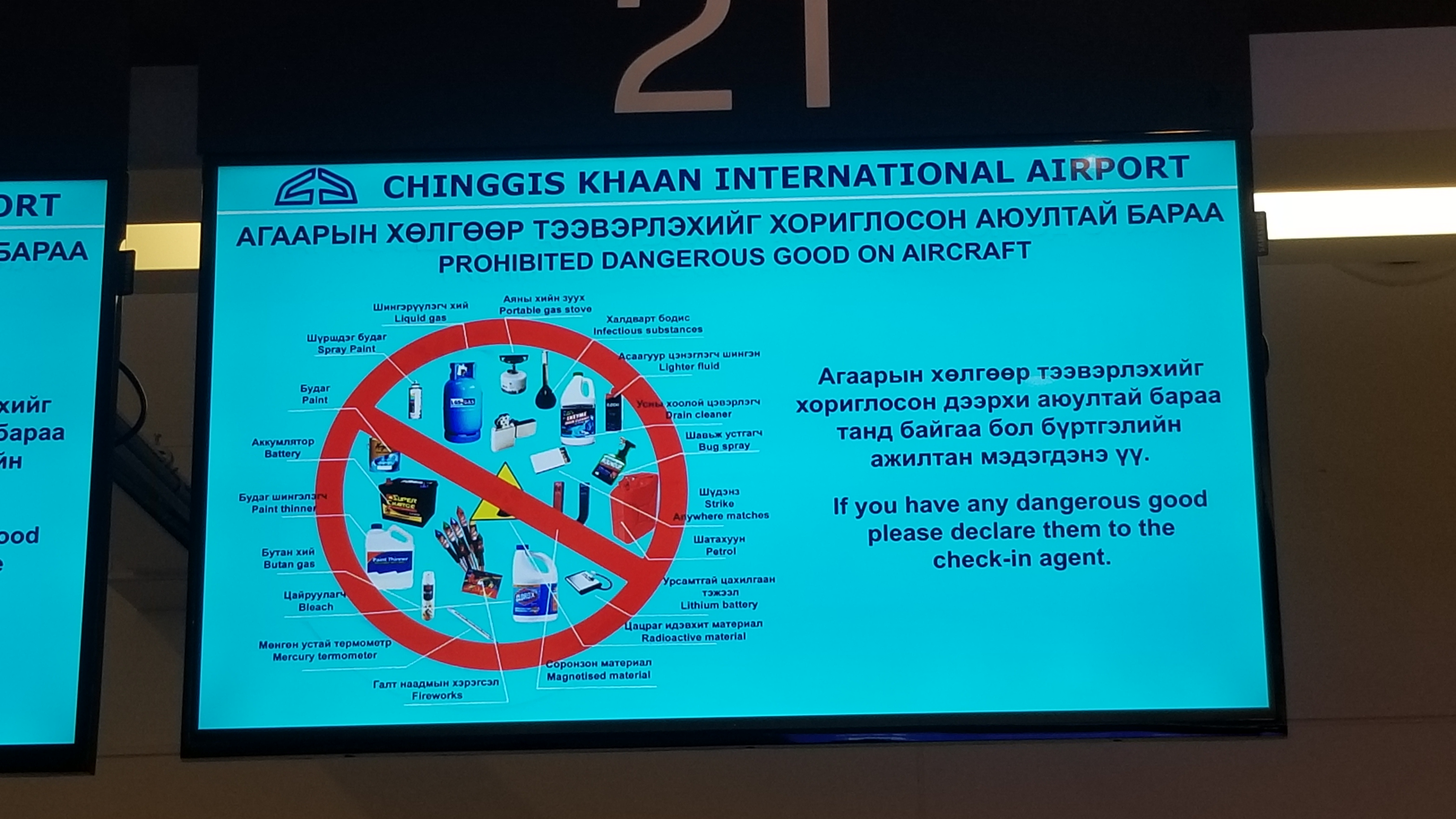
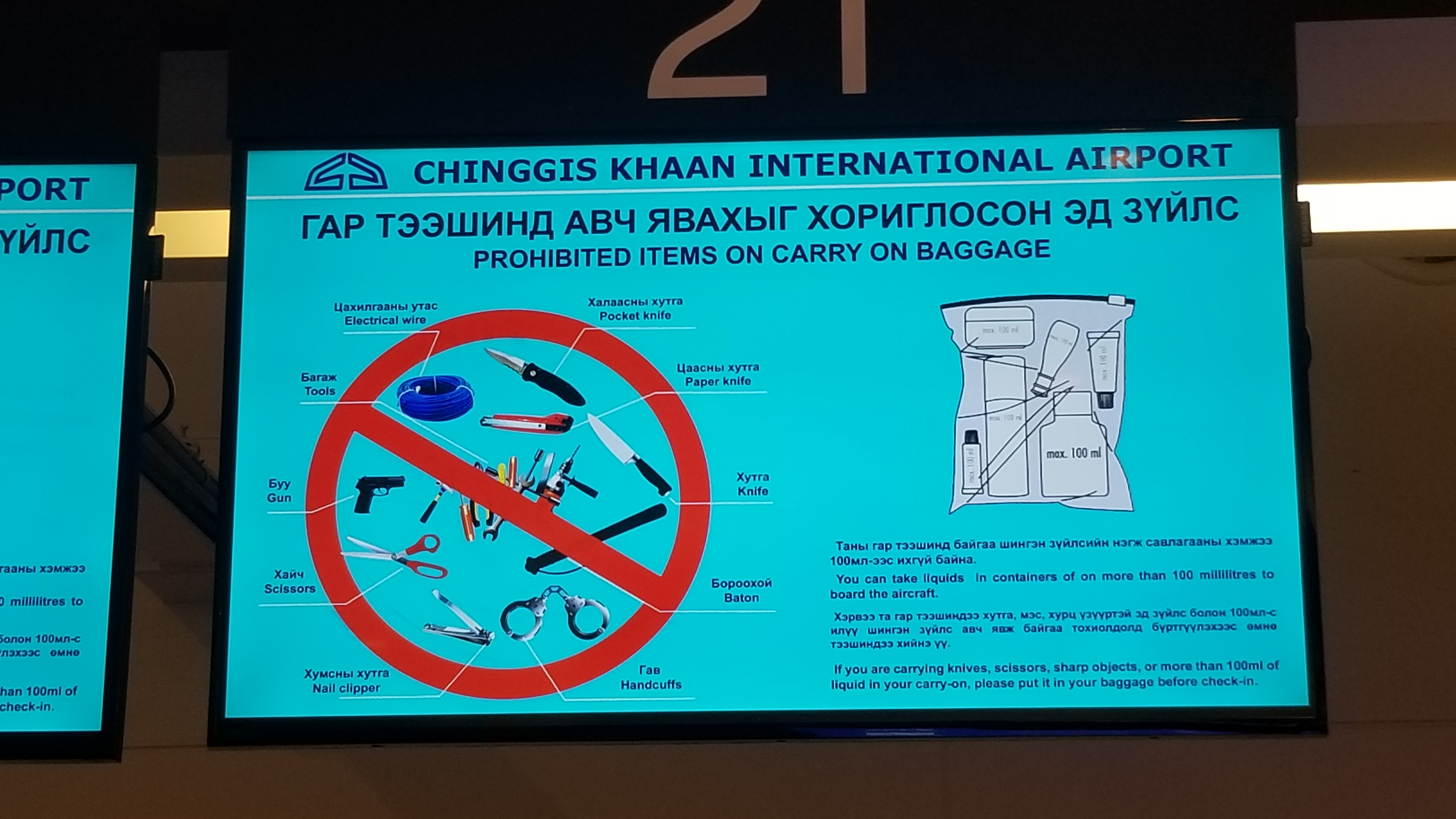
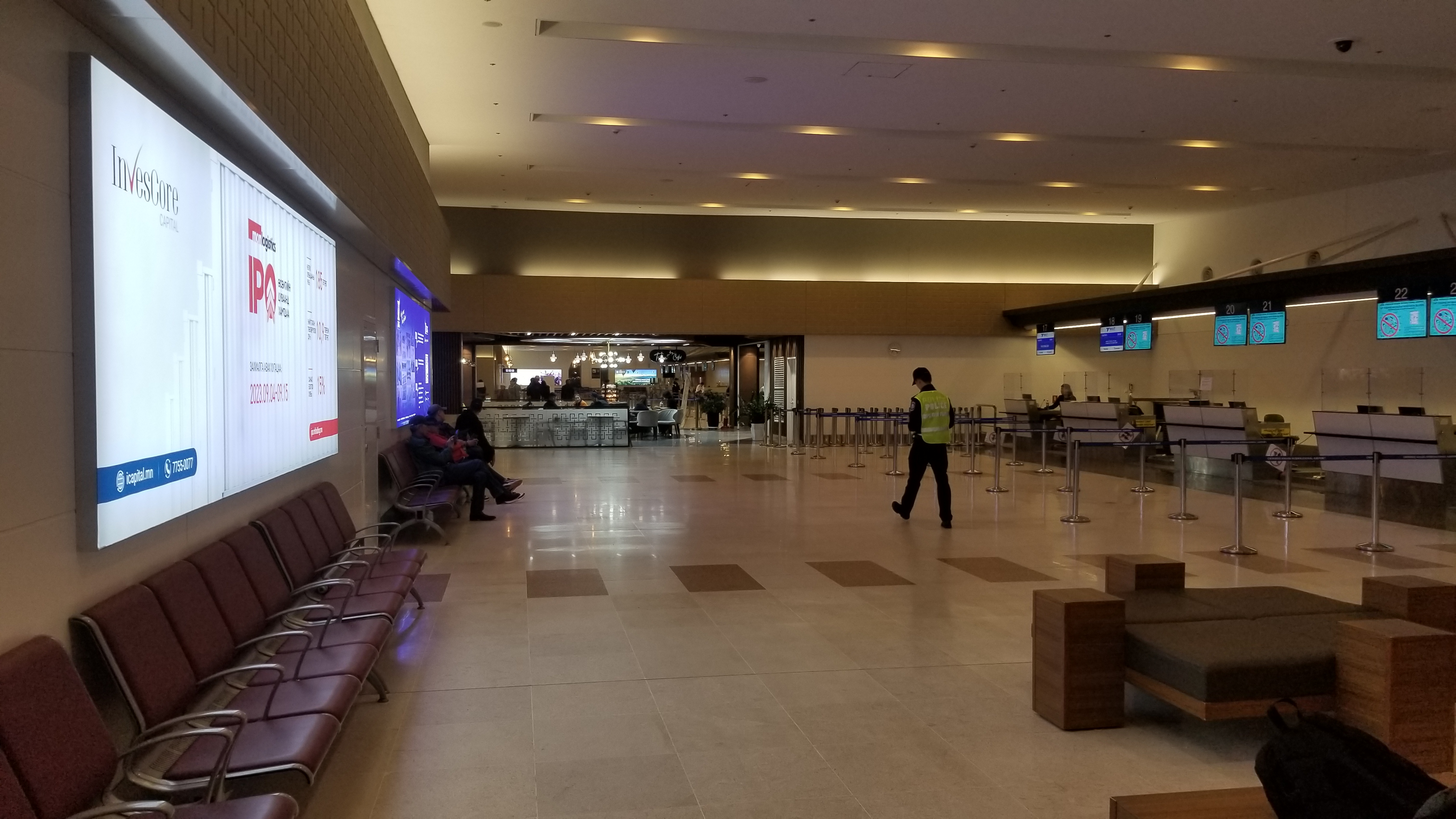
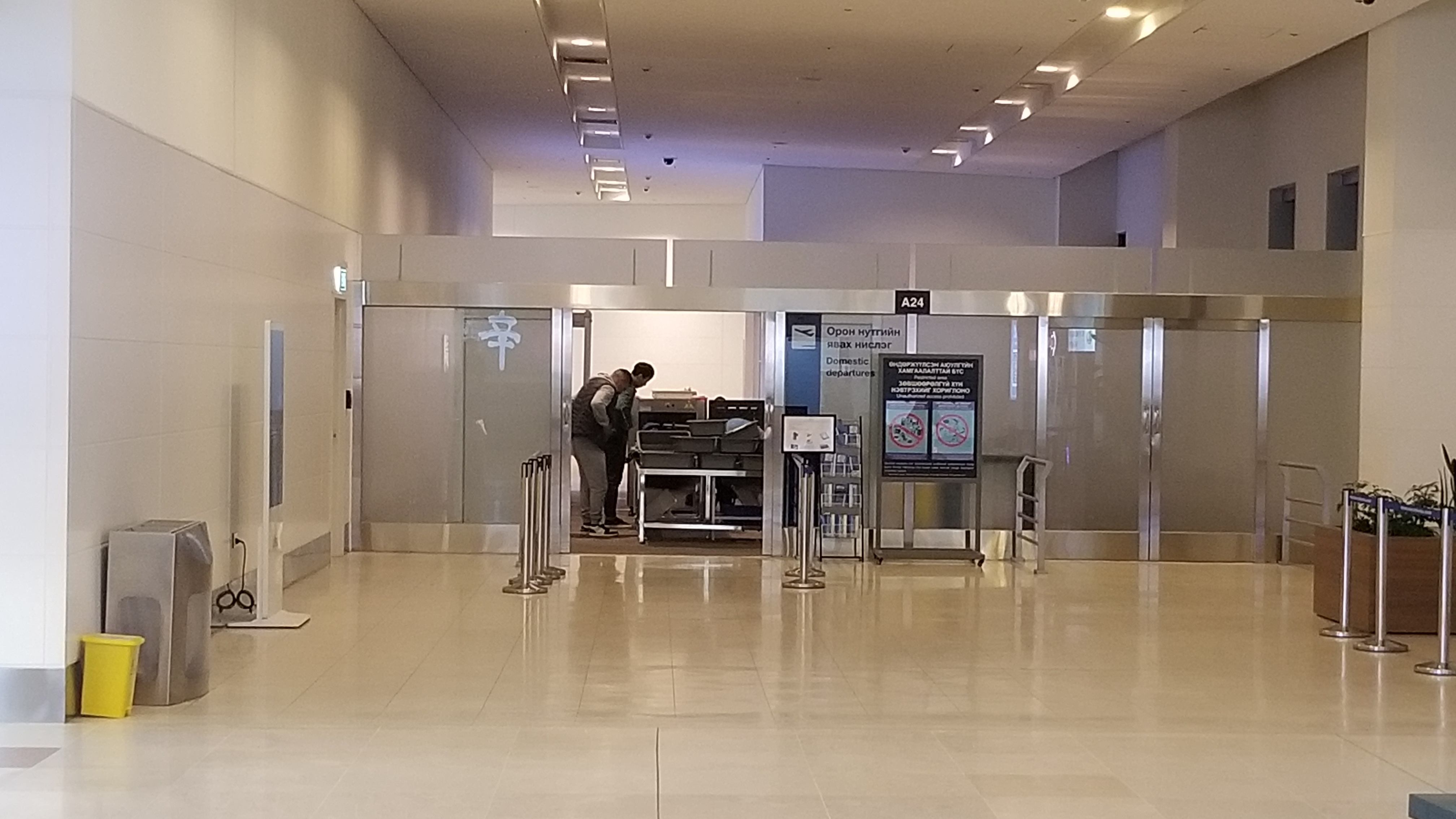
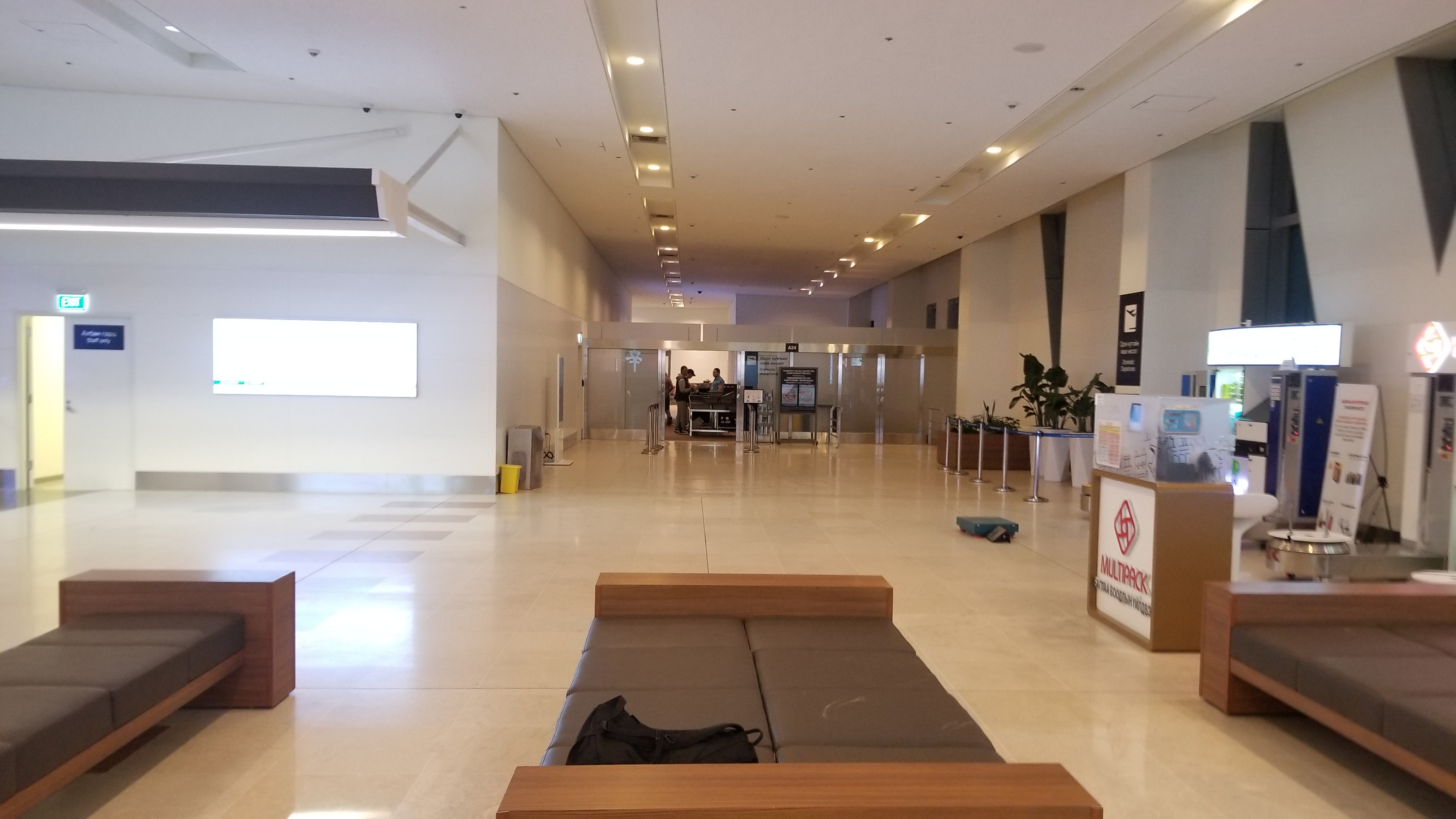
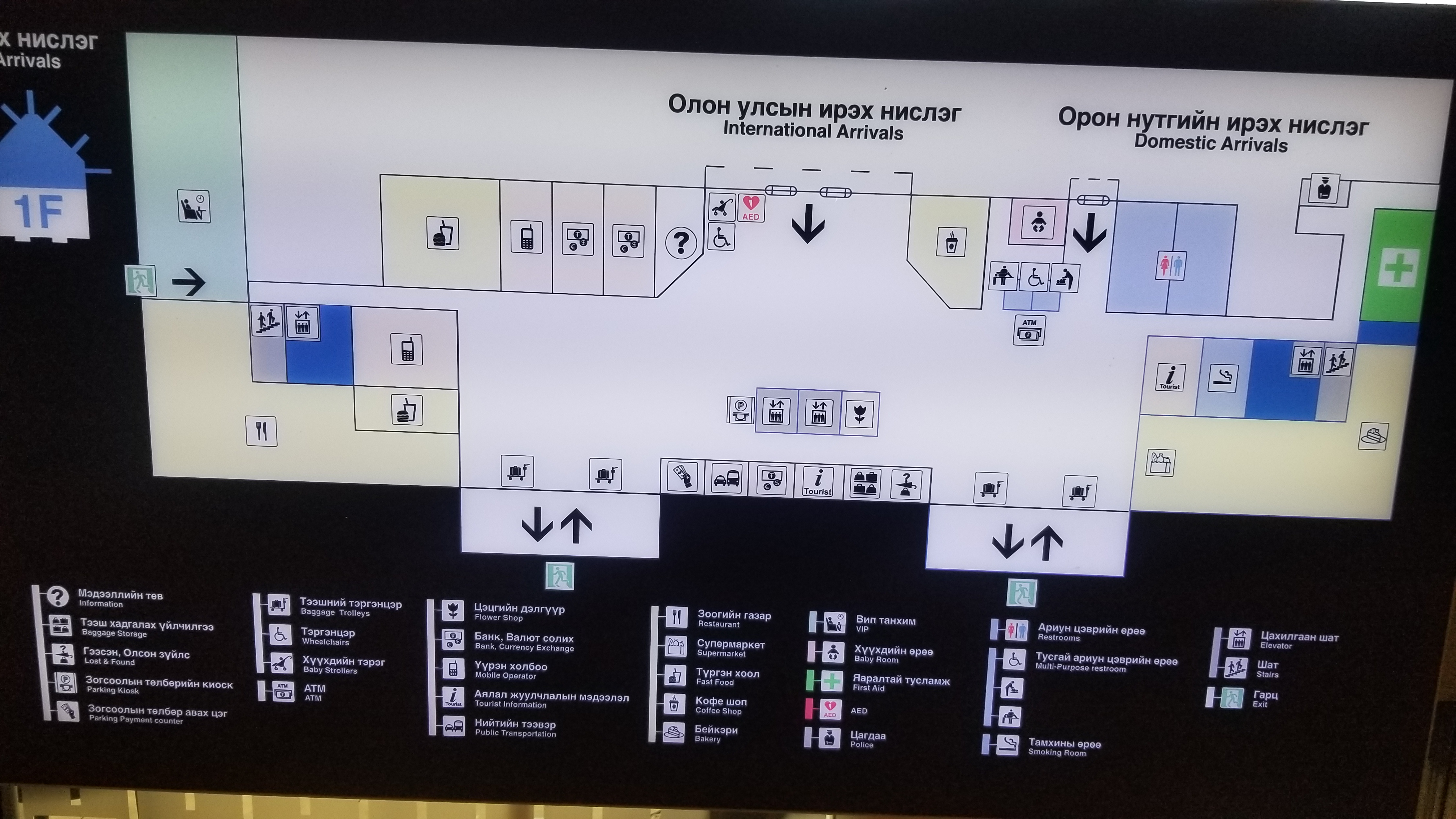
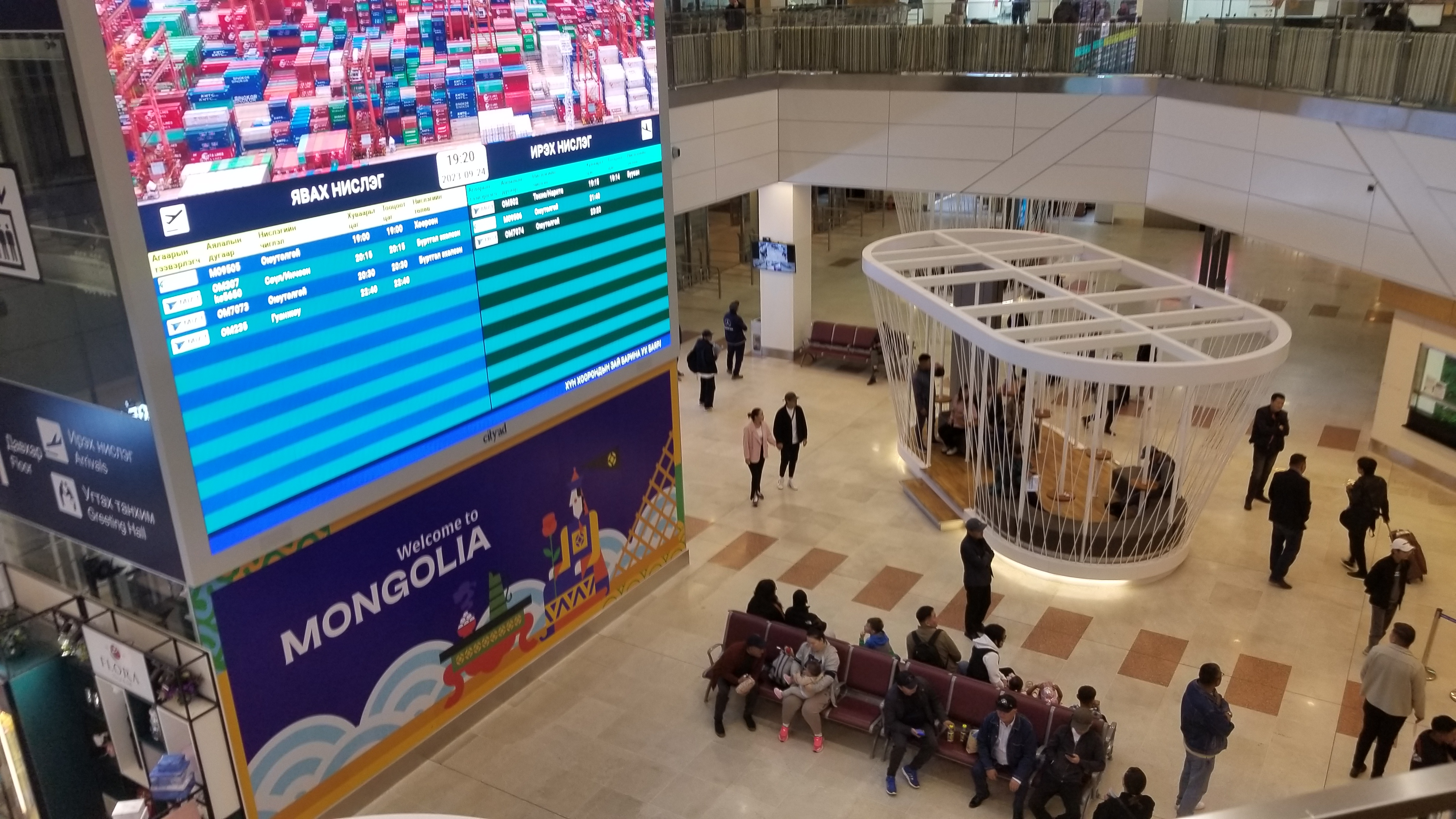
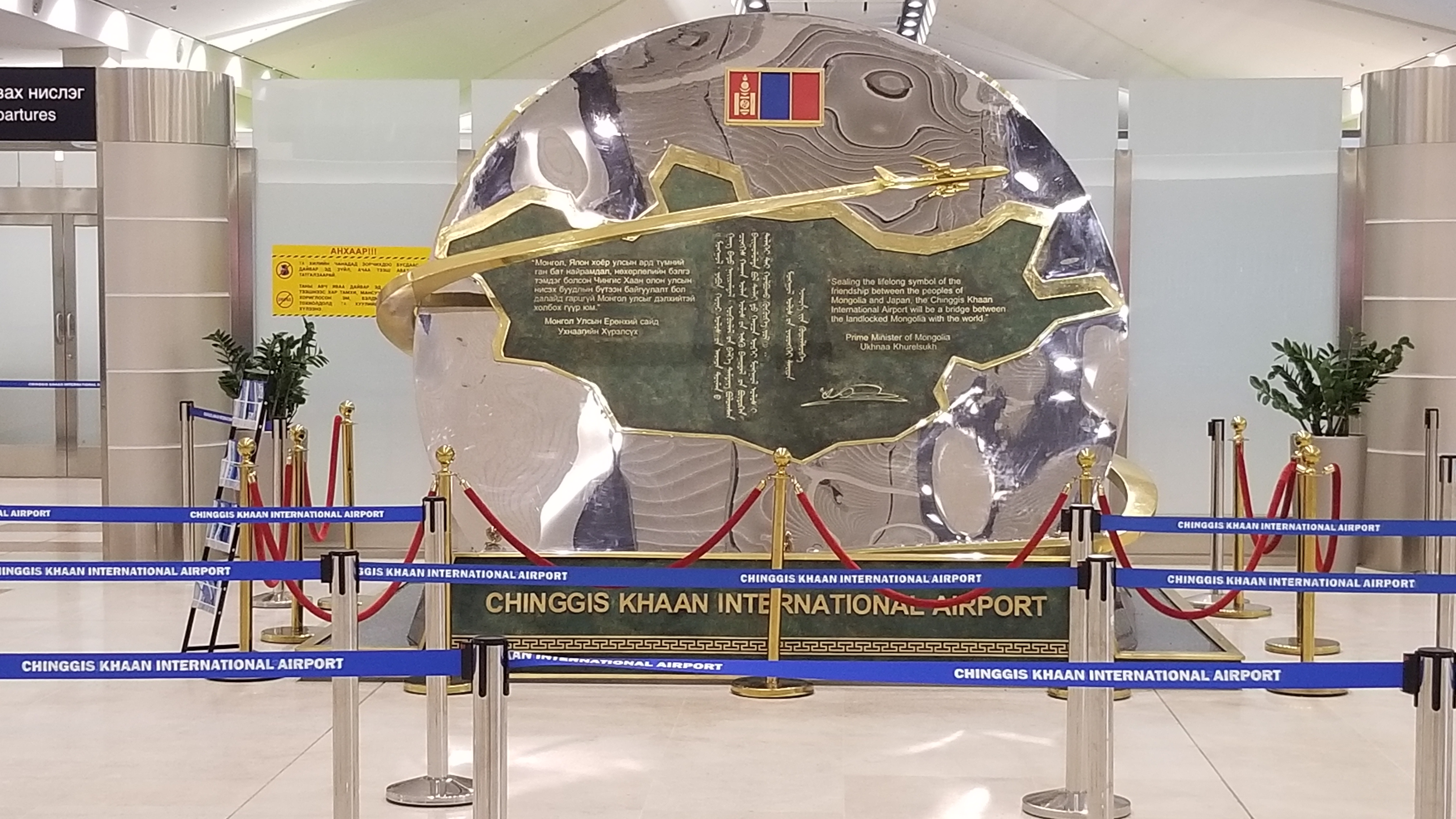
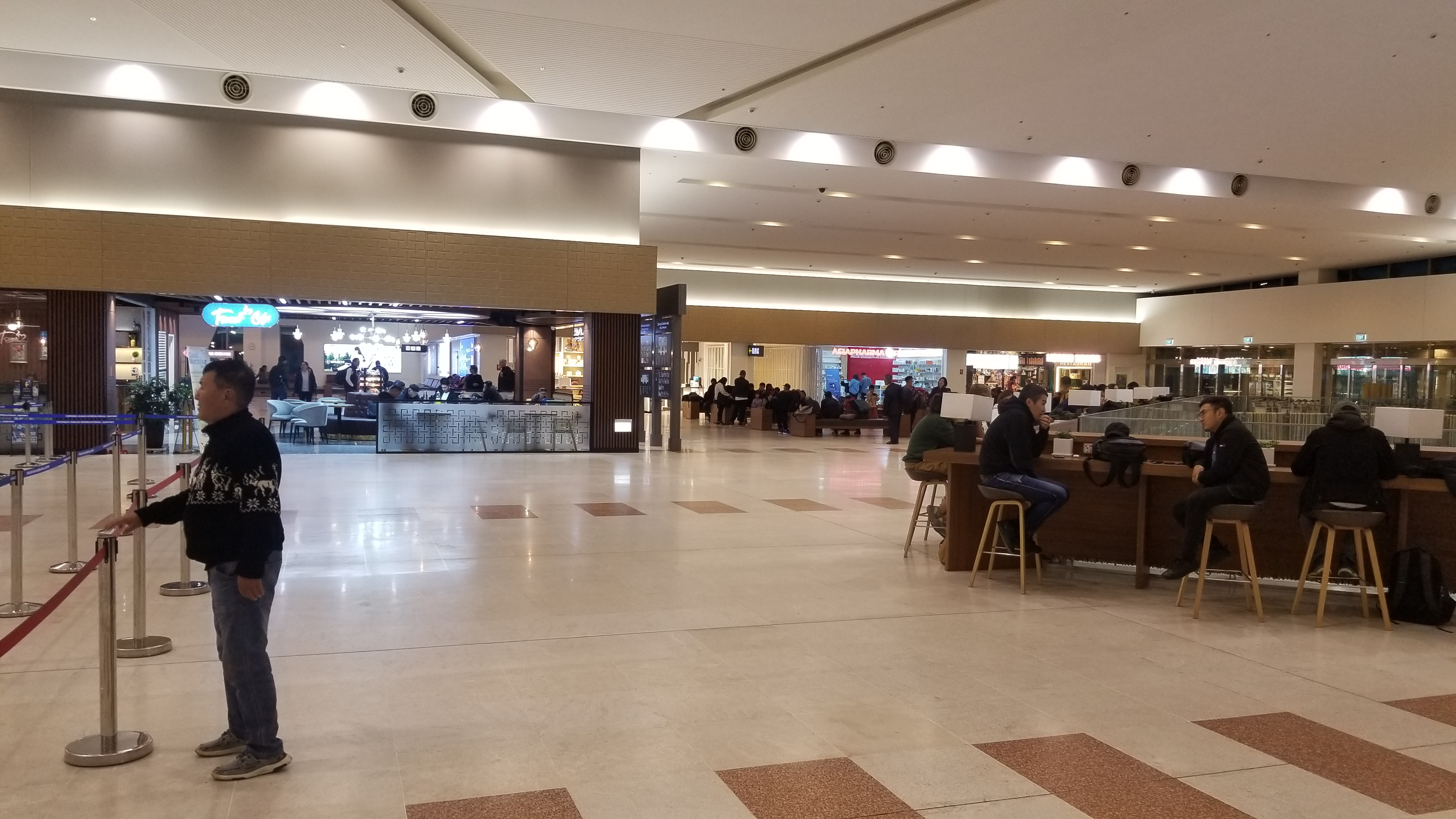
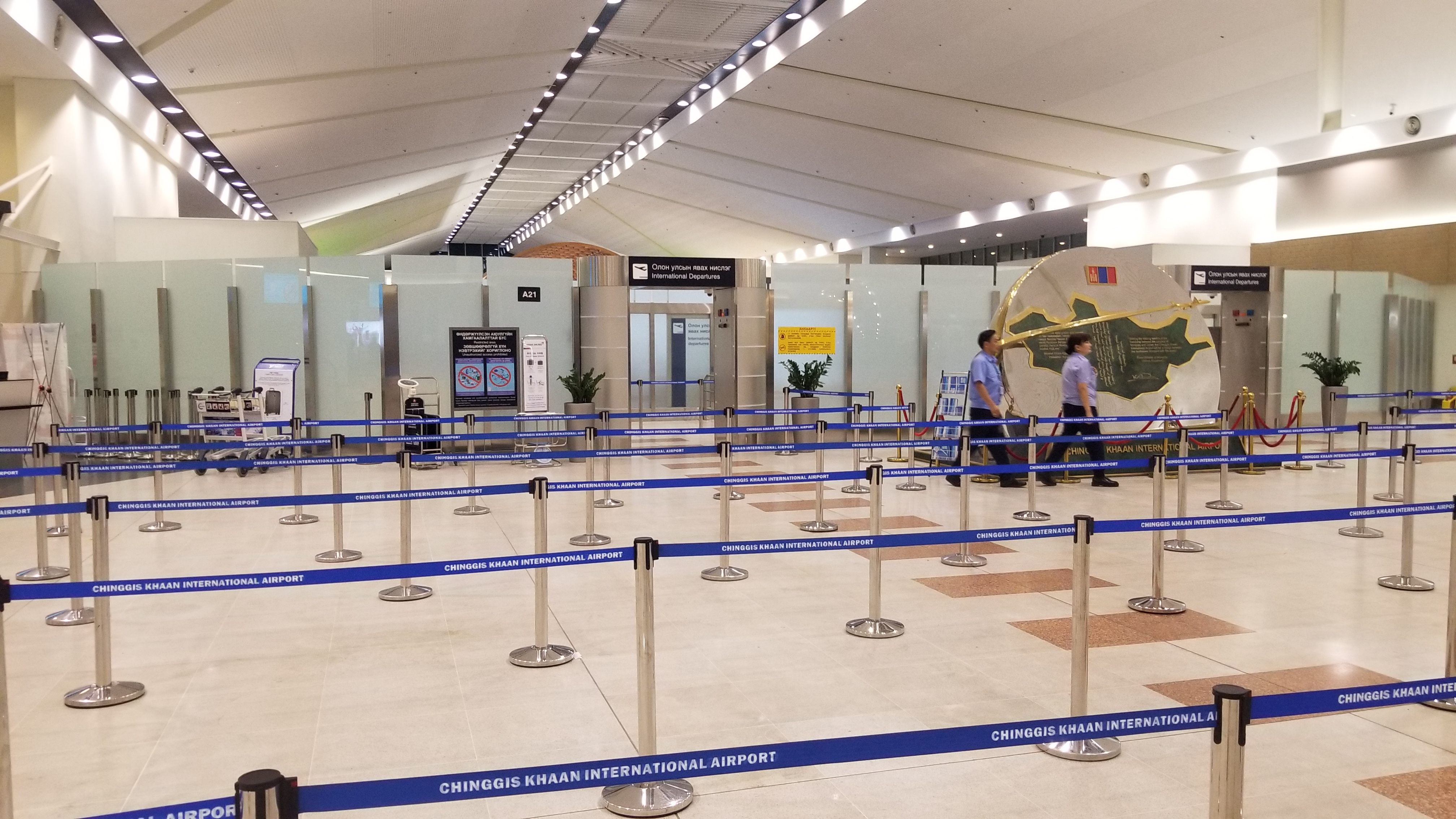
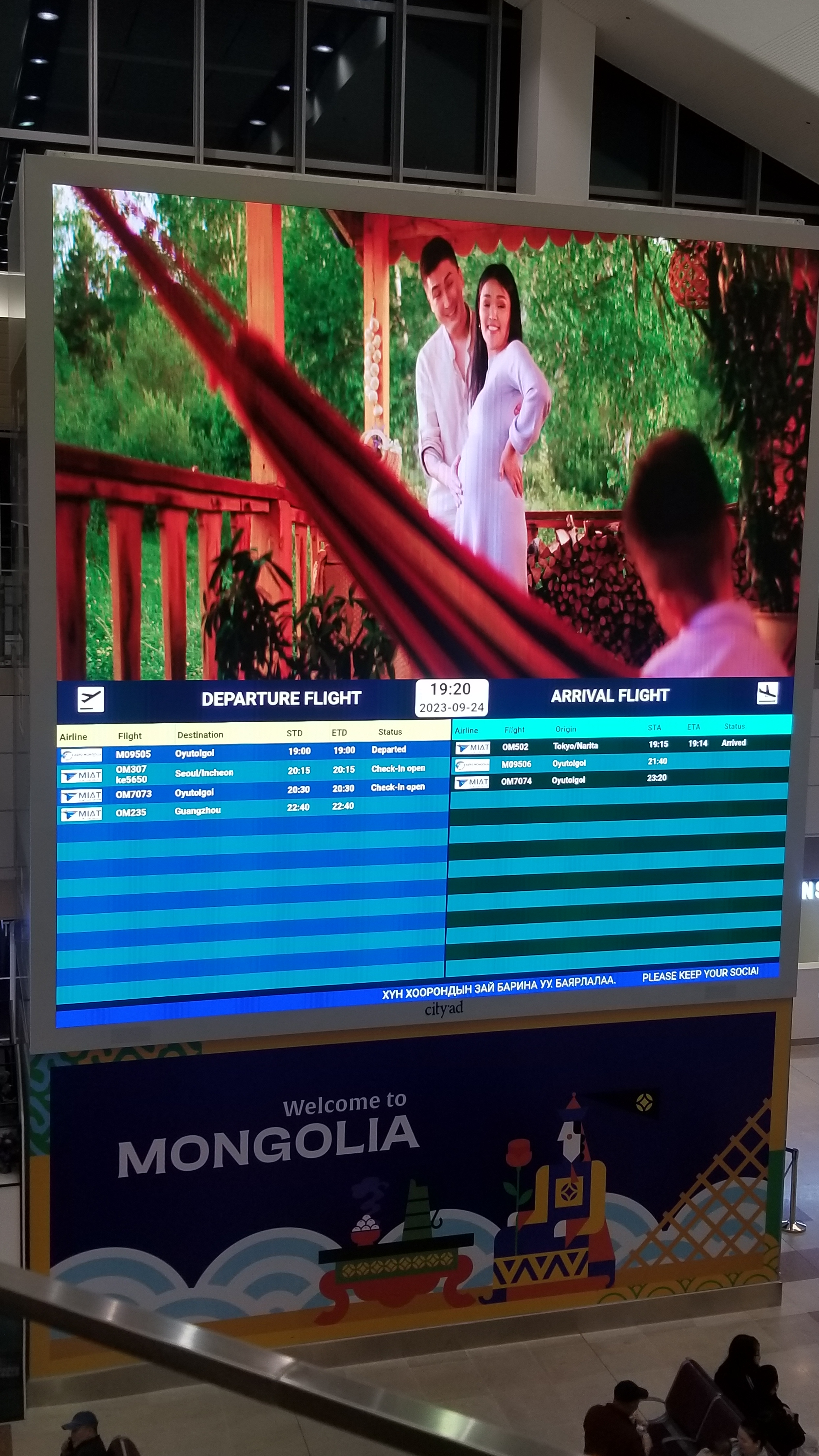
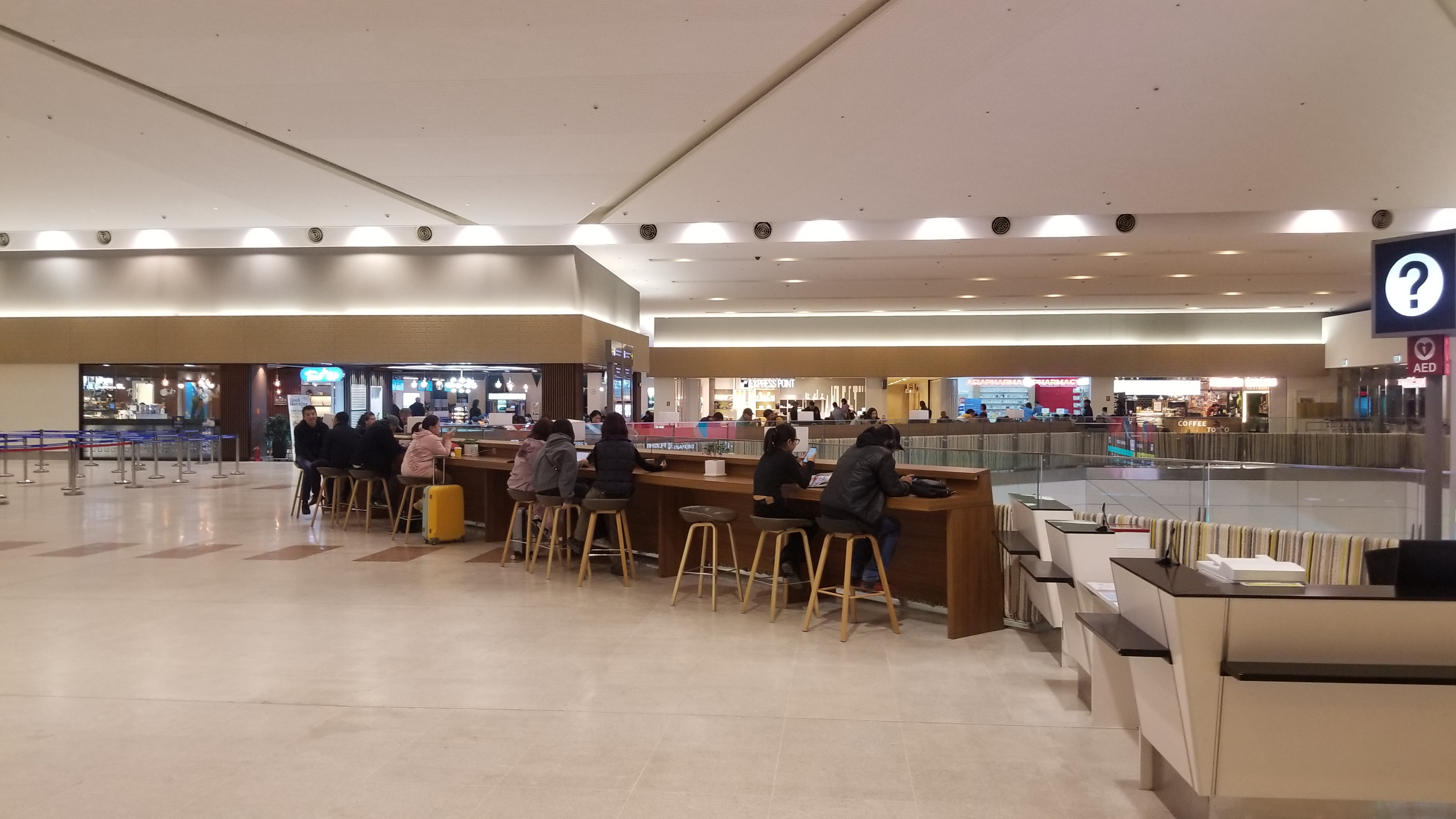
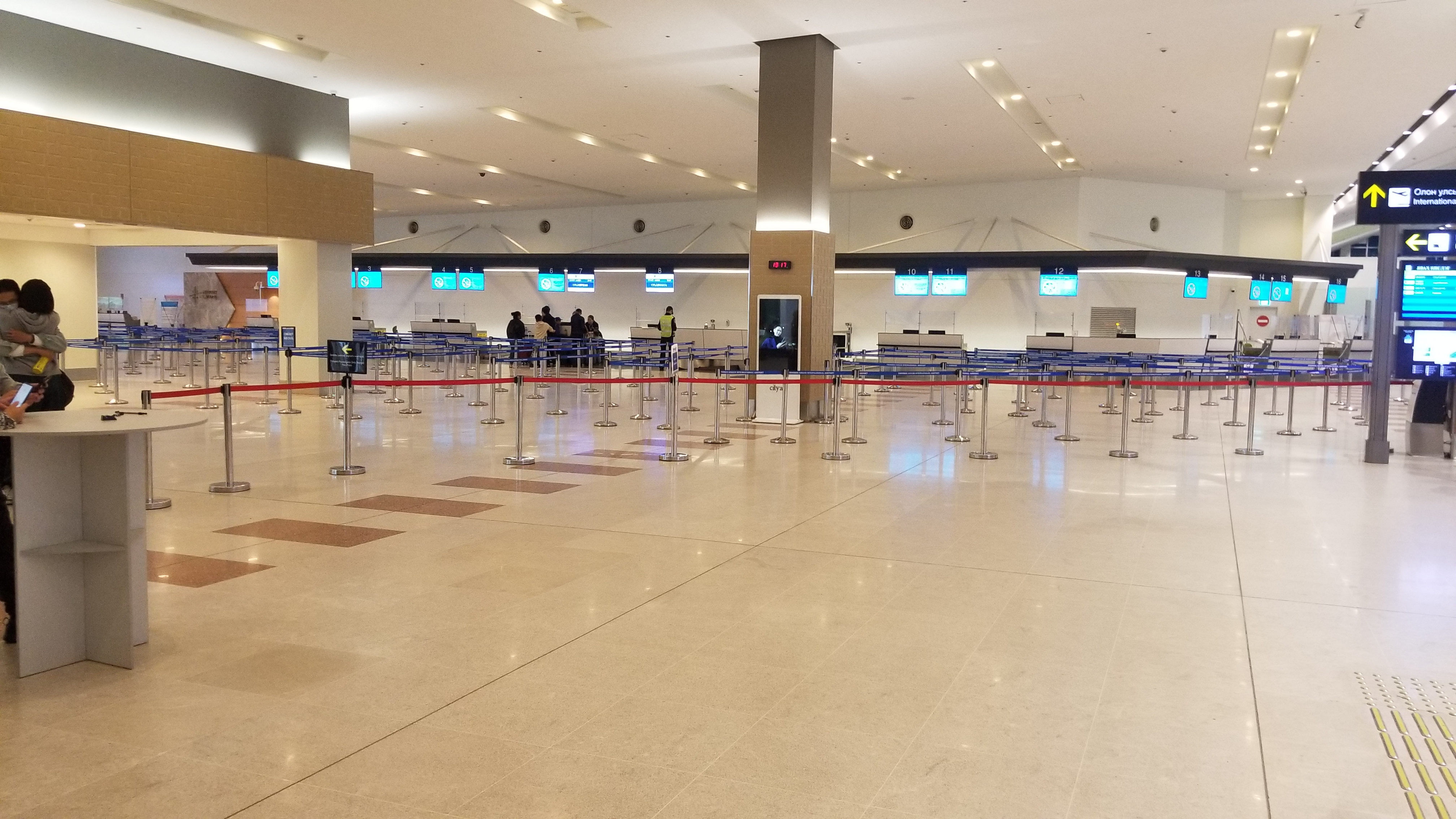
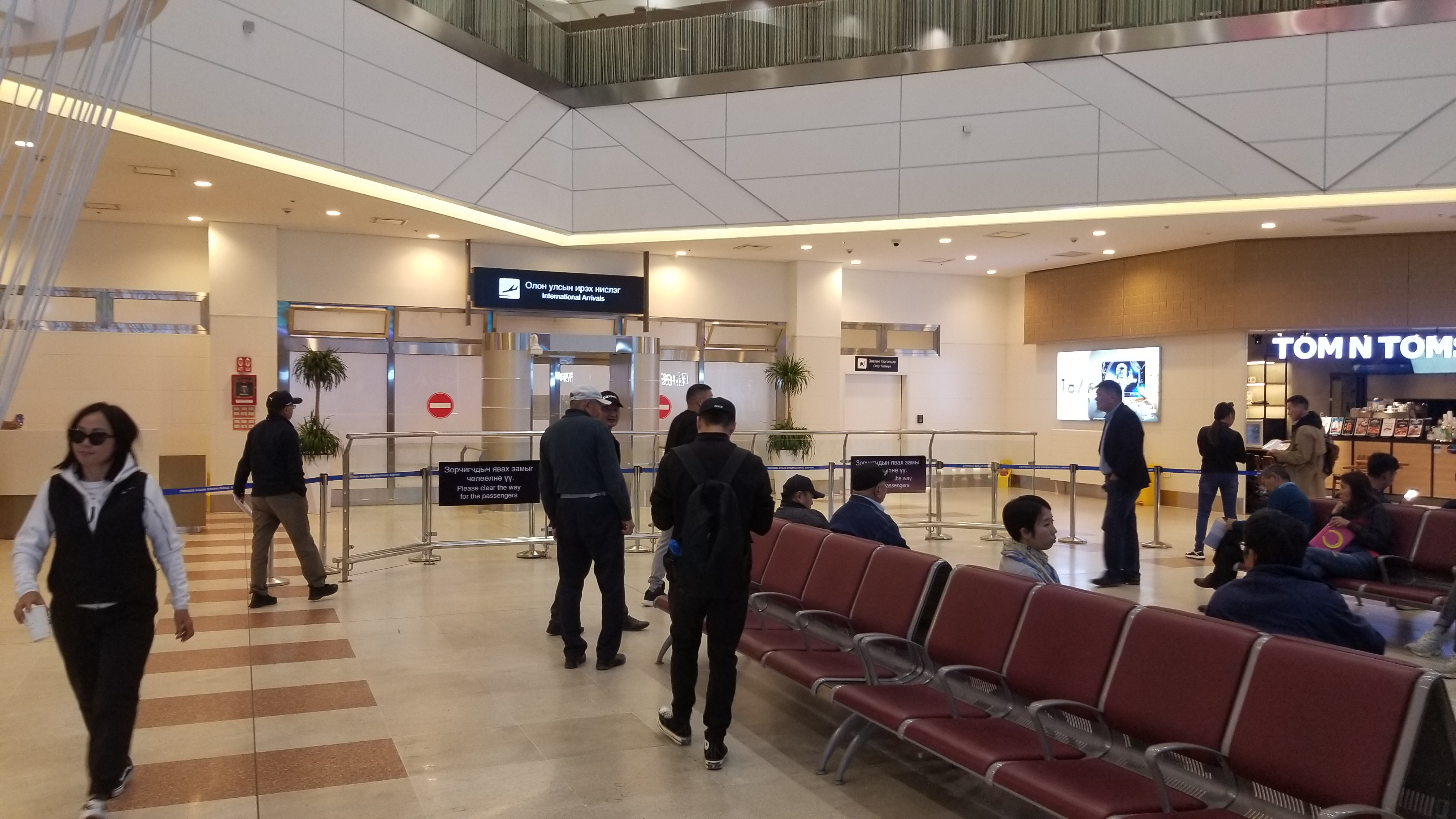
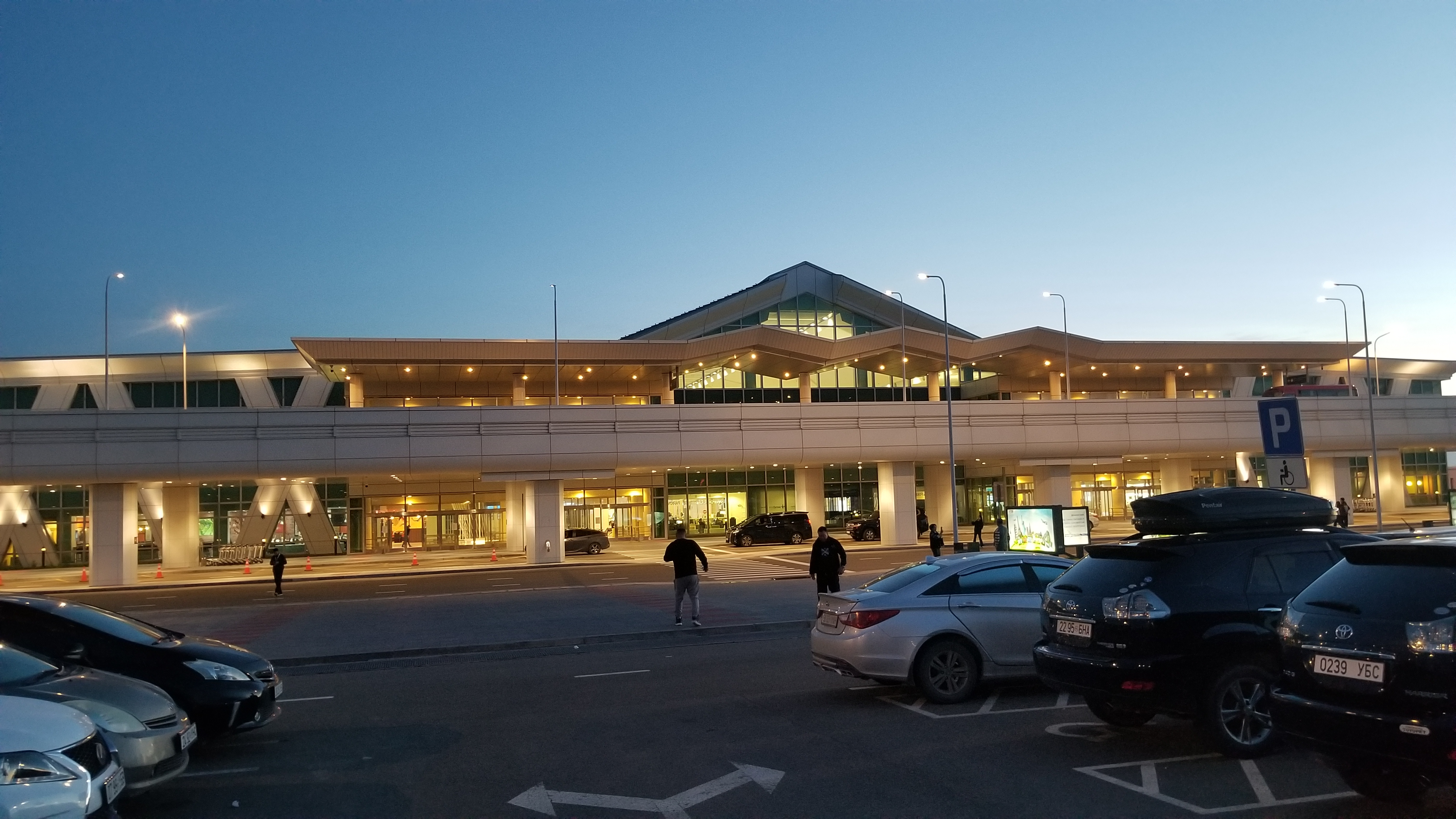

## Aerolíneas y destinos
| Destinos por aerolínea             | Destinos por aerolínea | Destinos por aerolínea | Destinos por aerolínea |
| Aerolínea                          | Destinos |                        |                        |
| ---------------------------------- | --- | ---------------------- | ---------------------- |
| Aero K                             | Cheongju |                        |                        |
| Aero Mongolia                      | Hohhot, Seúl-Incheon, Tokio-Narita |                        |                        |
| Aeroflot                           | Moscú-Sheremétievo (suspendido) |                        |                        |
| Air Busan                          | Busan |                        |                        |
| Air China                          | Hohhot, Pekín-Capital |                        |                        |
| Angara Airlines                    | Irkutsk |                        |                        |
| Asiana Airlines                    | Seúl-Incheon |                        |                        |
| Eznis Airways                      | Praga |                        |                        |
| Hunnu Air                          | Almaty, Manzhouli, Mörön, Ordos, Pekín-Daxing Chárter estacional: Yangyang (inicia el 27 de julio de 2025) |                        |                        |
| IrAero                             | Irkutsk |                        |                        |
| Jeju Air                           | Busan, Seúl-Incheon |                        |                        |
| Jin Air                            | Busan, Muan |                        |                        |
| Juneyao Airlines                   | Sanya |                        |                        |
| Korean Air                         | Seúl-Incheon |                        |                        |
| KrasAvia                           | Krasnoyarsk-Internacional Estacional:Kizil |                        |                        |
| MIAT Mongolian Airlines            | Altái, Busan, Dalanzadgad, Estambul, Fráncfort, Hohhot, Hong Kong, Hovd, Mörön, Ölgiy, Pekín-Capital, Seúl-Incheon, Tokio-Narita, Ulaangom, Uliastay De temporada: Bangkok, Ciudad Ho Chi Minh, Osaka-Kansai, Phuket, Shanghái-Pudong (inicia el 2 de julio de 2025) |                        |                        |
| Thai VietJet Air                   | Charter estacional: Bangkok |                        |                        |
| Turkish Airlines                   | Estambul |                        |                        |
| T'way Airlines                     | Cheongju De temporada: Daegu, Seúl-Incheon |                        |                        |
| United Airlines                    | De temporada: Tokio-Narita |                        |                        |
| VietJet Air                        | Nha Trang Chárter estacional: Phú Quốc |                        |                        |
| Total: 27 destinos , 14 aerolíneas | |                        |                        |